# Ljusnedals distrikt
Ljusnedals distrikt är ett distrikt i Härjedalens kommun och Jämtlands län. Distriktet ligger omkring Bruksvallarna i västra Härjedalen. 

## Tidigare administrativ tillhörighet
Distriktet inrättades 2016 och utgörs av en del av Tännäs socken i Härjedalens kommun.
Området motsvarar den omfattning Ljusnedals församling hade vid årsskiftet 1999/2000 och fick 1680 efter utbrytning ur Tännäs församling.

## Tätorter och småorter
I Ljusnedals distrikt finns en tätort och en småort. 

### Tätorter
- Bruksvallarna (del av)

### Småorter
- Ljusnedal (del av)